# 塞西尔酒店
塞西尔酒店（英語：Cecil Hotel）位于美国洛杉矶市中心（640 S. Main Street），現更名為「投宿緬街」（Stay on Main），是一家拥有六百间客房及一个会议区的经济型酒店。始建于1924年，外观采用装饰风艺术装修。最初主要是接待商务人士，随后在三十年代却获得了歹徒、流氓聚集地的名号。并以其发生的数件犯罪、谋杀而闻名。2007年因易手他人而对部分结构进行了重新装修。
2013年二月在此间酒店发生的蓝可儿命案引发了互联网的高度关注，同时黑色大理花懸案的遇害者也因此事被误传生前最后出现在该酒店。值得注意的是，著名連環杀手理查德·拉米雷兹及杰克·恩特维格也曾在1985年、1991年在该家酒店投宿。。
2024年3月，酒店开发商宣布挂牌出售，具体售价尚未公开。

## 歷史事件
- 1924年，洛杉矶市中心的塞西尔酒店成立。[4]
- 1985年，著名連環杀手理查德·拉米雷兹在该家酒店投宿。
- 1991年，著名連環杀手杰克·恩特维格在该家酒店投宿。
- 2007年，易手他人而对部分结构进行了重新装修。
- 2013年2月，发生加拿大学生蓝可儿命案。